# Kalenićki Prnjavor
Pour les articles homonymes, voir Prnjavor.
Kalenićki Prnjavor (en serbe cyrillique : Каленићки Прњавор) est un village de Serbie situé dans la municipalité de Rekovac, district de Pomoravlje. Au recensement de 2011, il comptait 145 habitants.

## Démographie
| 1948 | 1953 | 1961 | 1971 | 1981 | 1991 | 2002 | 2011 |
| ---- | ---- | ---- | ---- | ---- | ---- | ---- | ---- |
| 307  | 313  | 310  | 286  | 251  | 193  | 154  | 145  |

|  |